# Andoa (biljni rod)
Andoa, monotipski rod mahovina iz porodice Hypnaceae. Jedina vrsta je A. berthelotiana iz Makaronezije.

## Sinonimi
- Hypnum berthelotianum Mont.